# ロニー・ヘンリー
ロニー・スティーブン・ヘンリー（Ronnie Stephen Henry, 1984年1月2日 - ）は、イングランド・ヘメル・ヘムステッド出身のサッカー選手。カンファレンス・サウス・ビラリキー・タウンFC所属。ポジションはDF(RB)。
祖父は1950年代から1960年代にトッテナム・ホットスパーFCで活躍し、1960-61シーズンには20世紀初のダブルを達成したメンバーの1人であるロン・ヘンリー。

## 人物
キャリアの大半をスティヴネイジFCでプレー。スティヴネイジのチーム歴代最多出場記録を持っている。